# Bellmore (New York)
Pour l’article ayant un titre homophone, voir Belmore.
Bellmore est une census-designated place du comté de Nassau, dans l'État de New York, aux États-Unis,. En 2020, elle compte une population de 16 297 habitants.